# فيليب ريتشارد
فيليب ريتشارد (بالفرنسية: Philippe Richard)‏ هو ممثل فرنسي، ولد في 24 يونيو 1891 بسانت إتيان في فرنسا، وتوفي في 24 ديسمبر 1973 بباريس في فرنسا.

## أعمال

### أفلام
- (1951) أتول كيه

## وصلات خارجية
- فيليب ريتشارد على موقع IMDb (الإنجليزية)
- فيليب ريتشارد على موقع ألو سيني (الفرنسية)
- فيليب ريتشارد على موقع قاعدة بيانات الأفلام السويدية (السويدية)
- فيليب ريتشارد على موقع قاعدة بيانات الفيلم (الإنجليزية)
- فيليب ريتشارد على موقع كينوبويسك (الروسية)